# Língua de sinais da Tunísia
A Língua de Sinais da Tunísia (em Portugal: Língua Gestual da Tunísia) é a língua de sinais (pt: língua gestual) usada pela comunidade surda da Tunísia.